# 경자 (서량)
경자(庚子)는 중국 서량(西凉) 무소왕(武昭王)의 첫 번째 연호이다. 400년 11월에서 404년까지 4년 2개월 동안 사용하였다. 400년 11월, 북량(北凉)의 진창태수(晋昌太守) 당요(唐瑤)가 모반을 일으키고, 이고(李暠)를 대장군·양공·진량이주목·호강교위(大将軍涼公秦涼二州牧護羌校尉)로 추대하였다.
같은 시기에 사용된 다른 연호로는 동진(東晉)에서 사용한 융안(隆安 : 397년 ~ 401년), 원흥(元興 : 402년 ~ 404년), 대형(大亨 : 402년 ~ 403년), 환현(桓玄)의 초(楚)에서 사용한 건시(建始 : 403년), 영시(永始 : 403년 ~ 404년), 후연(後燕)에서 사용한 장락(長樂 : 399년 ~ 401년), 광시(光始 : 401년 ~ 406년), 후진(後秦)에서 사용한 홍시(弘始 : 399년 ~ 416년), 후량(後凉)에서 사용한 함녕(咸寧 : 399년 ~ 401년), 신정(神鼎 : 401년 ~ 403년), 북량(北凉)에서 사용한 천새(天璽 : 399년 ~ 401년), 영안(永安 : 401년 ~ 412년), 남량(南凉)에서 사용한 건화(建和 : 400년 ~ 402년), 홍창(弘昌 : 402년 ~ 404년), 남연(南燕)에서 사용한 건평(建平 : 400년 ~ 405년), 북위(北魏)에서 사용한 천흥(天興 : 398년 ~ 404년), 천사(天賜 : 404년 ~ 409년)가 있다.

## 연대대조표
| 경자                | 원년            | 2년                 | 3년                             | 4년                             | 5년                 |
| 서력                | 400년           | 401년               | 402년                           | 403년                           | 404년               |
| 육십간지 (六十干支) | 경자(庚子)      | 신축(辛丑)          | 임인(壬寅)                      | 계묘(癸卯)                      | 갑진(甲辰)          |
| 동진 (東晉)         | 융안(隆安) 4년  | 5년                 | 원흥(元興) 원년 대형(大亨) 원년 | 2년                             | 원흥(元興) 3년      |
| 초 (楚)             | -               | -                   | -                               | 건시(建始) 원년 영시(永始) 원년 | 2년                 |
| 후연 (後燕)         | 장락(長樂) 2년  | 3년 광시(光始) 원년 | 2년                             | 3년                             | 4년                 |
| 후진 (後秦)         | 홍시(弘始) 2년  | 3년                 | 4년                             | 5년                             | 6년                 |
| 후량 (後凉)         | 함녕(咸寧) 2년  | 3년 신정(神鼎) 원년 | 2년                             | 3년                             | -                   |
| 북량 (北凉)         | 천새(天璽) 2년  | 3년 영안(永安) 원년 | 2년                             | 3년                             | 4년                 |
| 남량 (南凉)         | 건화(建和) 원년 | 2년                 | 3년 홍창(弘昌) 원년             | 2년                             | 3년                 |
| 남연 (南燕)         | 건평(建平) 원년 | 2년                 | 3년                             | 4년                             | 5년                 |
| 북위 (北魏)         | 천흥(天興) 3년  | 4년                 | 5년                             | 6년                             | 7년 천사(天賜) 원년 |

## 같이 보기
- 중국의 연호

| 이전 연호 - | 중국의 연호 서량(西凉) | 다음 연호 건초(建初) |